# Đồng(I) nitrat
Đồng(I) nitrat (cuprơ nitrat) là một hợp chất vô cơ có công thức phân tử là CuNO3. Đây là hợp chất muối của đồng và axit nitric, với đồng ở trạng thái oxi hóa +1. Các phức chất có chứa đồng(I) nitrat là rất nhiều, điển hình như các phức chất của đồng(I) nitrat với triphenylphosphine, triphenylarsine và triphenylstibine.

## Điều chế
Đồng(I) nitrat có thể được điều chế bằng phản ứng của kim loại đồng
với đồng(II) nitrat tetramin:
{\displaystyle {\mathsf {[Cu(NH_{3})_{4}](NO_{3})_{2}+Cu\ {\xrightarrow {}}\ 2CuNO_{3}+4NH_{3}}}}

## Tính chất
Đồng(I) nitrat là một chất rắn dạng bột màu trắng.